# Notobubon galbanum
Notobubon galbanum là một loài thực vật có hoa trong họ Hoa tán. Loài này được (L.) Magee mô tả khoa học đầu tiên năm 2008.

## Hình ảnh